# Васильевская (Ленинградская область)
Васильевская — деревня в Винницком сельском поселении Подпорожского района Ленинградской области.

## История
ВАСИЛЬЕВСКАЯ — деревня при Ладвозере, число дворов — 7, число жителей: 26 м. п., 22 ж. п.; Все чудь. (1873 год)

Деревня административно относилась к Винницкой волости 2-го стана Лодейнопольского уезда Олонецкой губернии.

ВАСИЛЬЕВСКАЯ — деревня Ладвинского общества при озере Ладвинском, население крестьянское: домов — 11, семей — 11, мужчин — 31, женщин — 45, всего — 76; лошадей — 10, коров — 10, прочего — 6. (1905 год)

С 1917 по 1922 год деревня называлась Ладва Ларемяги и входила в состав Ладвинского сельсовета Винницкой волости Лодейнопольского уезда Олонецкой губернии.
С 1922 года в составе Ленинградской губернии.
С 1927 года в составе Винницкого района.

Деревня Васильевская на карте 1932 года

Согласно карте Ленинградской области Северо-западного аэрогеодезического треста ГГУ издания 1932 года деревня Васильевская насчитывала 6 крестьянских дворов.
По данным 1933 года деревня Васильевская входила в состав Ладвинского вепсского национального сельсовета Винницкого национального вепсского района.

Деревня Васильевская на карте РККА 1940 года

Согласно топографической карте РККА 1940 года Васильевская входила в куст деревень Ладва.
С 1963 года в составе Лодейнопольского района.
С 1965 года в составе Подпорожского района.
По данным 1966 года деревня Васильевская также входила в состав Ладвинского сельсовета.
В 1971 году деревни Васильевская, Ивановская, Мануиловская, Алексеевская и Трофимовская были объединены в один населённый пункт — деревню Васильевская.
По данным 1973 и 1990 годов деревня Васильевская входила в состав Курбинского сельсовета.
В 1997 году в деревне Васильевская Курбинской волости проживали 40 человек, в 2002 году — 19 человек (все вепсы).
В 2007 году в деревне Васильевская Винницкого СП проживали 20 человек.

## География
Деревня расположена в юго-восточной части района на автодороге 41К-713 (Винницы — Казыченская).
Расстояние до административного центра поселения — 48 км.
Расстояние до ближайшей железнодорожной станции Подпорожье — 123 км.
Деревня находится на северо-западном берегу Ладвинского озера.

## Демография
| 1873 | 1905 | 1997 | 2007 | 2010 | 2017 |
| ---- | ---- | ---- | ---- | ---- | ---- |
| 48   | ↗76  | ↘40  | ↘20  | ↘10  | ↗15  |

Согласно данным Всероссийской переписи населения 2021 года в деревне постоянного населения не было.

## Религия
- Часовня Владимира равноапостольного, 2005 года постройки, деревянная[19].

## Улицы
Заозёрная.